# Juan Riephoff
Juan Pedro Riephoff – piłkarz urugwajski noszący przydomek Loco, napastnik.
Jako piłkarz klubu Rampla Juniors wziął udział w turnieju Copa América 1941, gdzie Urugwaj został wicemistrzem Ameryki Południowej. Riephoff zagrał w trzech meczach - z Chile, Argentyną i Peru (zdobył 1 bramkę).
W 1942 roku Riephoff grał w argentyńskim klubie Chacarita Juniors, z którym zajął w lidze argentyńskiej 12. miejsce. W Chacarita Juniors rozegrał łącznie 27 meczów i zdobył 5 bramek. W 1944 roku Riephoff ponownie grał w Rampla Juniors.
Jako gracz klubu Rampla Juniors wziął udział w turnieju Copa América 1945, gdzie Urugwaj zajął czwarte miejsce. Riephoff zagrał w trzech meczach - z Ekwadorem, Kolumbia (zdobył bramkę - w 30 minucie zmienił go José García) i Chile (w 18 minucie zmienił go José García).
Rok później wziął udział w turnieju Copa América 1946, gdzie Urugwaj ponownie zajął czwarte miejsce. Riephoff zagrał w czterech meczach - z Chile (w 74 minucie zmienił go José Antonio Vázquez), Boliwią, Argentyną (zdobył bramkę) i Paragwajem.
Wciąż jako piłkarz Rampla Juniors wziął udział w turnieju Copa América 1947, gdzie Urugwaj zajął trzecie miejsce. Riephoff zagrał w czterech meczach - z Kolumbią (w 50 minucie zmienił Raúla Sarro), Chile (zagrał tylko w drugiej połowie, zmieniając Sarro), Boliwią (w 26 minucie zastąpił go na boisku Washington Stula) i Argentyną (zagrał tylko w drugiej połowie, zmieniając Sarro).
Riephoff w 1948 roku przeszedł do klubu CA Peñarol, z którym w 1951 roku zdobył tytuł mistrza Urugwaju. Od 18 lipca 1940 roku do 4 kwietnia 1948 roku rozegrał w reprezentacji Urugwaju 21 meczów i zdobył 4 bramki.